# Île Auckland
Pour les articles homonymes, voir Auckland (homonymie).
L'île Auckland (Auckland Island) est  l'île principale des îles Auckland, un archipel inhabité de la mer de Tasman et de l'océan Pacifique Sud
et appartenant à la Nouvelle-Zélande. 
L'île a une superficie d'environ 510 km2 pour une longueur de 42 kilomètres. Elle est notable pour ses falaises élevées et son terrain accidenté qui s'élève à plus de 600 mètres. Les principaux sommets sont le Cavern Peak (650 m), le mont Raynal (635 m), le mont d'Urville (630 m), le mont Easton (610 m) et la Tour de Babel (550 m).
L'extrémité sud de l'île s'élargit pour atteindre 26 km. Un bras de mer connu sous le nom de Carnley Harbour ou détroit d'Adams sépare l'île principale de la petite île Adams, située dans l'océan Pacifique. Il s'agit de l'emplacement du cratère d'un volcan éteint, l'île Adams et la partie sud de l'île principale constituant les bords du cratère.